# Wiewiórka (Kraszów)
Wiewiórka – część wsi Kraszów w Polsce, położona w województwie dolnośląskim, w powiecie oleśnickim, w gminie Międzybórz.
W latach 1975–1998 Wiewiórka administracyjnie należała do województwa kaliskiego.